# Stražisko
Stražisko (en allemand : Straschisko) est une commune du district de Prostějov, dans la région d'Olomouc, en République tchèque. Sa population s'élevait à 430 habitants en 2023.

## Géographie
Stražisko se trouve à 6 km au sud-est du centre de Konice, à 15,5 km au nord-ouest de Prostějov, à 24 km à l'ouest-sud-ouest d'Olomouc et à 190 km à l'est-sud-est de Prague.
La commune est limitée par Konice et Přemyslovice au nord et à l'est, par Ptení au sud, et par Suchdol à l'ouest.

## Histoire
La première mention écrite de la localité date de 1379.

## Administration
La commune se compose de trois sections :
- Maleny
- Růžov
- Stražisko

## Transports
Par la route, Stražisko se trouve à 7 km de Konice, à 19,5 km de Prostějov, à 30 km d'Olomouc et à 241 km de Prague.